# 1,3-环戊二酮
1,3-环戊二酮是一种有机化合物，化学式为(CH2)3(CO)2，它是1,2-环戊二酮的同分异构体。它的烯醇形式比二酮形式更稳定（1-3 kcal/mol），其烯醇结构经X射线衍射表征。

## 制备
1,3-环戊二酮可由2-环戊烯-1,4-二酮和锌/乙酸的氢化反应得到。